# Parque Estadual Marinho da Laje de Santos
O Parque Estadual Marinho da Laje de Santos é um dos principais pontos de mergulho do Estado de São Paulo, não só por oferecer condições muito especiais em termos de visibilidade e profundidade, como também pela grande biodiversidade que o local apresenta.
Com profundidades variando entre os dez e os vinte e dois metros, constitui-se numa grande laje marinha que abriga uma fauna muito diversificada e exuberante.
A Laje de Santos proporciona a oportunidade de se observar animais de maior porte, como as raias jamantas, visitantes habituais no inverno.
Peixes de passagem como barracudas também podem ser apreciados com uma certa freqüência. Da mesma forma, tartarugas e polvos.
A distância do litoral (cerca de uma hora e meia de lancha rápida), aponta para uma maior transparência da água, trazendo maiores probabilidades de boa visibilidade.
Localizada numa corrente de águas frias do sul, exige do mergulhador, mesmo no verão, a utilização de roupa isolante.
Esta mesma corrente foi a responsável por trazer pinguins desgarrados para a Laje de Santos.